# Demòcrit
|  | Per a altres significats, vegeu «Demòcrit (desambiguació)». |

Demòcrit (en grec antic: Δημόκριτος; en llatí: Dēmŏcrĭtus; Abdera, 460 aC - ? 370 aC) fou un filòsof presocràtic grec, deixeble de Leucip, que va ser el primer a postular, juntament amb el seu mestre, que tota la matèria està composta per petits elements indivisibles que ell va anomenar «àtoms».

## Biografia
Apol·lodor diu que va néixer vers el 460 aC, però Tràsil de Rodes el fa nascut uns deu anys després. El mateix Demòcrit, en una carta, s'anomenà 40 anys més jove que Anaxàgores. Era natural d'Abdera, una colònia de Teos a Tràcia, i el seu pare (anomenat Hegesístrat, Damasió o Atenòcrit) era un home molt ric que va rebre a casa seva Xerxes I de Pèrsia quan va passar per Abdera. Va ser mestre del filòsof Nausífanes, natural de Teos, al seu torn mestre d'Epicur.

### El viatger
Mort el pare, va rebre una gran fortuna i es va dedicar a viatjar per a satisfer la seva set de coneixements. Va estar per tot Àsia, per l'Índia i Etiòpia; va escriure sobre Babilònia i Mèroe i va visitar segurament Egipte, on Diodor de Sicília diu que va viure uns 5 anys. Ell mateix deia que cap contemporani havia visitat tants països i fet tants viatges, i esmenta els matemàtics egipcis (ἀρπεδόναπται).
Va tornar a Grècia ple de coneixements, però encara es va dedicar a visitar Grècia. En els seus estudis filosòfics, Leucip, el fundador de la teoria atomicista, va tenir sobre ell força influència. A Anaxàgores, el lloa en diversos passatges.

## Filosofia i ciència
Demòcrit va escriure tant sobre ètica com sobre física. Demòcrit va ser alumne de Leucip. Fonts primerenques com Aristòtil i Teofrast atribueixen a Leucip la creació de l'atomisme i la compartició de les seves idees amb Demòcrit, però les fonts posteriors només atribueixen a Demòcrit, la qual cosa fa que sigui difícil distingir les seves contribucions individuals.

### Hipòtesi atòmica
Va concloure que la divisibilitat de la matèria arriba a la seva fi, i els fragments més petits possibles han de ser cossos amb mides i formes, encara que no es coneix l'argument exacte per a aquesta conclusió seva. Els cossos més petits i indivisibles els va anomenar àtoms. Els àtoms, creia Demòcrit, són massa petits per ser detectats pels sentits; són infinits en nombre i vénen en infinites varietats, i han existit per sempre i que aquests àtoms estan en constant moviment en el buit o el buit. Els objectes de mida mitjana de la vida quotidiana són complexos d'àtoms que s'uneixen per col·lisions aleatòries, que es diferencien en la seva naturalesa segons les variacions entre els seus àtoms constitutius. Per a Demòcrit, les úniques realitats reals són els àtoms i el buit. El que percebem com aigua, foc, plantes o humans són només combinacions d'àtoms al buit. Les qualitats sensorials que experimentem no són reals; existeixen només per convenció. De la massa dels àtoms, Demòcrit va dir: «Com més sobrepassa qualsevol indivisible, més pesat és». No obstant això, la seva posició exacta sobre el pes atòmic està en disputa.
Les seves contribucions exactes són difícils de desvincular de les del seu mentor Leucip, ja que sovint s'esmenten conjuntament en els textos. La seva especulació sobre els àtoms, extreta de Leucip, té una semblança passatgera i parcial amb la comprensió de l'estructura atòmica del segle xix que ha portat a alguns a considerar Demòcrit com un científic més que altres filòsofs grecs; tanmateix, les seves idees es basaven en bases molt diferents. Demòcrit, juntament amb Leucip i Epicur, van proposar les primeres visions sobre les formes i la connectivitat dels àtoms. Van raonar que la solidesa del material corresponia a la forma dels àtoms implicats. Utilitzant analogies de les experiències sensorials dels humans, va donar una imatge o una imatge d'un àtom que els distingia entre si per la seva forma, la seva mida i la disposició de les seves parts. A més, les connexions s'explicaven mitjançant enllaços materials en els quals els àtoms individuals es subministraven amb accessoris: alguns amb ganxos i ulls, altres amb boles i encaixos. 
L'àtom demòcrit és un sòlid inert que exclou altres cossos del seu volum i interacciona amb altres àtoms mecànicament. Els àtoms mecànics quàntics són similars perquè el seu moviment pot ser descrit per la mecànica a més de les seves interaccions elèctriques, magnètiques i quàntiques. Es diferencien perquè es poden dividir en protons, neutrons i electrons. Les partícules elementals són semblants als àtoms demòcrits perquè són indivisibles però les seves col·lisions es regeixen exclusivament per la física quàntica. Els fermions observen el principi d'exclusió de Pauli, que és similar al principi demòcrit que els àtoms exclouen altres cossos del seu volum. Tanmateix, els bosons no ho fan, amb el primer exemple el fotó de la partícula elemental.

### Els àtoms i el buit
Demòcrit pensava que si una cosa existeix, llavors ha de ser eterna perquè, tal com deia Parmènides, «res no ve de res». No obstant això, també era perfectament conscient que les coses que formen el món al nostre voltant estan en constant canvi i transformació. Com resoldre aquesta paradoxa?
Per explicar el canvi que veiem al nostre voltant a partir d'una cosa immutable, Demòcrit va postular que existien uns elements bàsics que va anomenar «àtoms» (que significa indivisible). Aquests àtoms són eterns, però es poden combinar de diverses formes per a representar el canvi. Demòcrit argumentava que els àtoms tenien només unes poques propietats: mida, forma i massa. La resta de propietats que nosaltres percebem com, per exemple, el color i el gust, no són més que complexes interaccions entre els àtoms del nostre cos i els àtoms de la cosa que estem examinant. A més, pensava que les propietats reals dels àtoms determinaven les propietats aparents de la matèria que formaven. Per exemple, una cosa agra és feta d'àtoms punxeguts mentre que una cosa dolça és feta d'àtoms rodons. O també, algunes coses són sòlides perquè els seus àtoms tenen ganxos que els uneixen fortament entre si, d'altres són pastoses perquè estan fetes d'àtoms petits que llisquen quan es toquen. En paraules de Demòcrit:
«Per convenció dolç, per convenció amarg, per convenció calent, per convenció fred, per convenció color: però, en realitat, àtoms i buit.»
Segons Aristòtil, la teoria de l'atomisme de Demòcrit va ser una reacció a les teories de Parmènides que negaven l'existència del moviment, el canvi i el buit. Parmènides pensava que el buit equivalia a «res». A més, també pensava que el moviment era impossible, ja que perquè una cosa es mogui s'ha de moure en el buit i, si el buit no existeix, res no s'hi pot moure.
Demòcrit no estava gens d'acord amb Parmènides i va ser el primer pensador de la història a defensar l'existència del buit, a més de defensar també l'existència del moviment gràcies a la seva teoria de l'atomisme explicada abans.

### Correlació amb la ciència moderna
La teoria dels atomistes sembla estar més alineada amb la de la ciència moderna que qualsevol altra teoria de l'antiguitat. No obstant això, la similitud amb els conceptes moderns de la ciència pot resultar confusa quan s'intenta entendre d'on prové la hipòtesi. Els atomistes clàssics no podrien haver tingut una base empírica per als conceptes moderns d'àtoms i molècules.
La hipòtesi del buit atomista era una resposta a les paradoxes de Parmènides i Zenó, els fundadors de la lògica metafísica, que van presentar arguments difícils de respondre a favor de la idea que no hi pot haver moviment. Sostenien que qualsevol moviment requeriria un buit, que no és res, però un no-res no pot existir. La posició parmènidia era «Tu dius que hi ha un buit; per tant, el buit no és res; per tant, no hi ha el buit».  La posició de Parmènides semblava validada per l'observació que on sembla que no hi ha res hi ha aire, i fins i tot on no hi ha matèria hi ha alguna cosa, per exemple ones de llum.
Els atomistes van estar d'acord que el moviment requeria un buit, però simplement van rebutjar l'argument de Parmènides sobre la base que el moviment era un fet observable. Per tant, asseguraven, hi ha d'haver un buit.
Demòcrit va sostenir que originàriament l'univers no estava compost més que d'àtoms diminuts que s'agitaven en el caos, fins que van xocar junts per formar unitats més grans, inclosa la terra i tot el que hi havia. Va suposar que hi ha molts mons, alguns en creixement, altres en decadència; alguns sense sol ni lluna, alguns amb diversos. Va sostenir que cada món té un principi i un final i que un món podria ser destruït per col·lisió amb un altre món.

### Matemàtiques

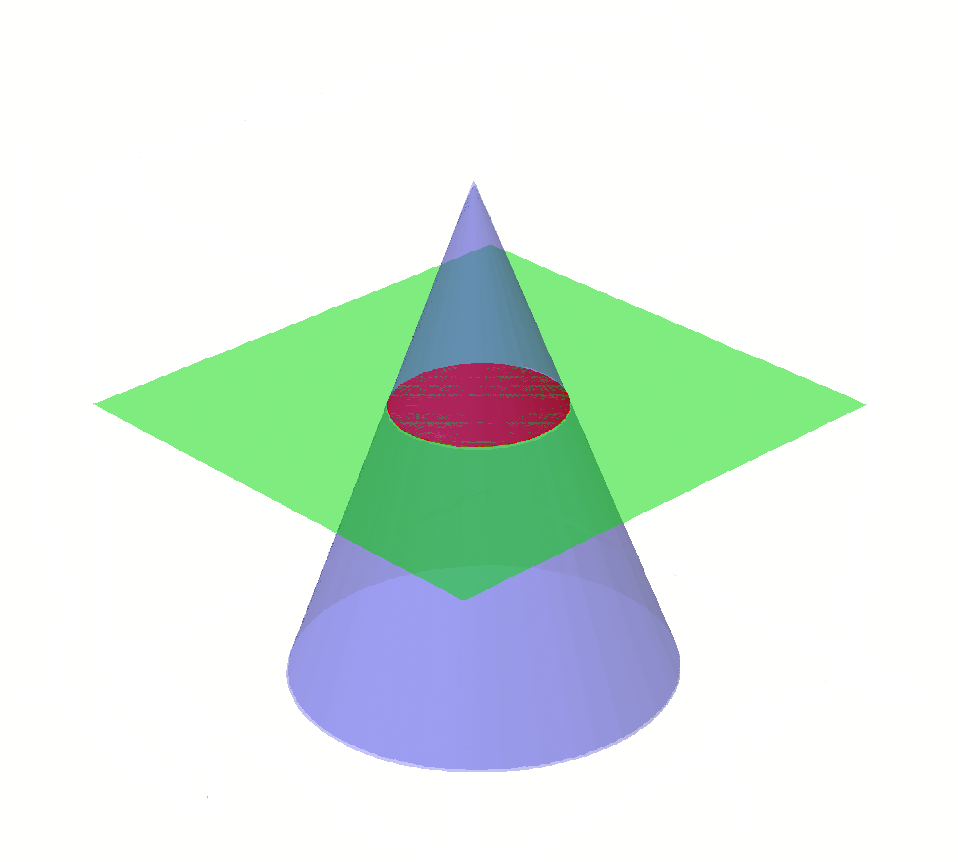
Demòcrit va argumentar que la secció transversal circular d'un con necessitaria costats en forma d'esglaons, en lloc de tenir la forma d'un cilindre.

Demòcrit també va ser un pioner de les matemàtiques i la geometria en particular. Segons Arquimedes,  Demòcrit va ser dels primers a observar que un con i una piràmide amb la mateixa àrea de base i alçada tenen un terç del volum d'un cilindre o prisma respectivament, un resultat que Arquimedes afirma que va ser demostrat posteriorment per Eudox de Cnidos.  Plutarc  també informa que Demòcrit va treballar en un problema que implicava la secció transversal d'un con que Thomas Heath suggereix que podria ser una versió primerenca del càlcul infinitesimal.

### Antropologia
Demòcrit pensava que els primers humans vivien una vida anàrquica i animal, alimentant-se individualment i vivint de les herbes més agradables i dels fruits que creixien salvatges als arbres, fins que la por als animals salvatges els va unir en societats. Creia que aquestes primeres persones no tenien llenguatge, però que a poc a poc van començar a articular les seves expressions, establint símbols per a tot tipus d'objectes, i d'aquesta manera es van entendre. Diu que els homes més primerencs vivien laboriosament, sense tenir cap de les utilitats de la vida; la roba, les cases, el foc, la domesticació i l'agricultura eren desconeguts per a ells. Demòcrit presenta el primer període de la humanitat com un d'aprenentatge per assaig i error, i diu que cada pas va conduir lentament a més descobriments; es refugiaven a les coves a l'hivern, emmagatzemaven fruits que es podien conservar i, gràcies a la raó i l'aguda ment, van arribar a construir sobre cada nova idea. 

## L'existència d'altres mons
Demòcrit també va ser el primer que es va adonar que el que nosaltres veiem com la Via Làctia és la llum de moltíssimes estrelles distants. Això el va portar a proposar que l'univers conté molts mons, alguns d'aquests habitats:
«En alguns mons, no hi ha Sol ni Lluna, en d'altres són més grans que en el nostre, i en d'altres més nombrosos. En alguns llocs, hi ha més mons, en d'altres menys (...); en alguns llocs estan naixent, en d'altres morint. Hi ha alguns mons on no hi ha criatures vives ni plantes ni aigua».
La major part dels seus escrits no ens han arribat, foren destruïts durant l'edat mitjana. Però coneixem algunes de les seves obres per les cites d'altres autors. Sabem que va escriure sobre física i matemàtiques: Dels nombres, De la geometria, De les tangents, Dels mapes i Dels irracionals.
Demòcrit és anomenat «el filòsof que riu» amb motiu del seu caràcter alegre i per contra d'Heraclit: «el filòsof que plora».

## L'ànima i les sensacions
Per a Demòcrit, l'ésser humà és un món en miniatura i, per tant, la seva ànima s'assembla a aquests àtoms que conformen l'univers. Així, doncs, l'ànima, com a principi de moviment, es fa present en aquesta «frontera del fet de viure». Una frontera mòbil que expressa el ritme de l'existència. Amb aquesta imatge, Demòcrit recupera el sentit primitiu de l'ànima com a alè, com a vida que s'identifica, en cada exhalació, amb el cosmos. En aquesta frontera es produeixen les sensacions.

## Ètica
La major part dels seus escrits que s'han conservat parlen del comportament humà. A més, la bellesa, la justícia, l'amistat i la política són temes que sorgeixen, entre d'altres, en aquesta recerca d'una ètica de la raó de la solidaritat. Algunes de les seves frases més conegudes són:
- Preferiria descobrir una sola causa que esdevenir rei de Pèrsia.
- La pàtria d'una ànima bona és el món sencer.
- L'amor és just i serè quan aspira a la bellesa.
- Per a qui no té amics, viure no val la pena.
- Ningú no estima qui no estima ningú.
- És preferible la pobresa en una democràcia que el benestar dels poderosos, així com és preferible la llibertat que l'esclavatge.

Demòcrit va ser eloqüent en temes ètics. Unes seixanta pàgines dels seus fragments, tal com consta a Diels–Kranz, estan dedicades al consell moral. L'ètica i la política de Demòcrit ens arriba principalment en forma de màximes. En situar la recerca de la felicitat al centre de la filosofia moral, gairebé tots els moralistes de l'antiguitat el van seguir. Les màximes més comunes que s'associen amb ell són Accepta favors només si penses fer-ne més favors a canvi, i també es creu que imparteix alguns consells polèmics com: És millor no tenir fills, perquè criar-los bé requereix grans problemes i cura, i veure'ls créixer malament és el més cruel de tots els dolors. També va escriure un tractat sobre el propòsit de la vida i la naturalesa de la felicitat. Va sostenir que la felicitat no es trobava en les riqueses sinó en els béns de l'ànima i no s'havia de complaure amb les coses mortals. Una altra dita que se li atribueix sovint és Les esperances dels cultes eren millors que les riqueses dels ignorants. També va afirmar que la causa del pecat és la ignorància del que és millor que esdevindrà una noció central més tard en el pensament moral socràtic. Una altra idea que va proposar i que més tard es va fer ressò en el pensament moral socràtic va ser la màxima que més val ser perjudicat que fer mal. Les seves altres nocions morals eren contràries a les opinions que llavors predominaven, com ara la seva idea que Una bona persona no només s'absté de fer mal, sinó que ni tan sols vol fer mal, perquè la noció generalitzada aleshores era que la virtut arriba al seu punt àlgid quan triomfa sobre les passions humanes en conflicte.

## Estètica
Els historiadors grecs posteriors consideren que Demòcrit va establir l'estètica com a tema d'investigació i estudi, ja que va escriure teòricament sobre poesia i belles arts molt abans que autors com Aristòtil. Concretament, Thrasyllus va identificar sis obres de l'obra del filòsof que havien pertangut a l'estètica com a disciplina, però només es conserven fragments de les obres rellevants; per tant, de tots els escrits de Demòcrit sobre aquests temes, només es pot conèixer un petit percentatge dels seus pensaments i idees.

## Mort de Demòcrit
Tota la seva vida va viure amb humilitat, tot i la seva riquesa, i fou molt estimat pels seus conciutadans, que el van honorar amb estàtues de bronze i el van representar en monedes. La raó de ser tan apreciat segons Diògenes era que «ell havia predit coses que els fets havien demostrat ser certes», cosa que pot referir-se al seu coneixement dels fenòmens naturals. Segons Diodor de Sicília, Demòcrit va morir als 90, cosa que situaria la seva mort al voltant del 370 aC, però d'altres afirmen que va morir amb 109 anys, i vers el 357 aC.
El seu coneixement, que incloïa ciències, matemàtiques, mecànica, gramàtica, musica i filosofia, es va traduir en nombrosos llibres dels quals dona una llista Diògenes Laerci.
Cap de les seves obres s'ha conservat i n'hi havia d'ètica, filosofia, ciències naturals, matemàtiques, astronomia, música, poesia, ritme, sobre Homer, lingüística, gramàtica, medicina, agricultura, pintura, mitologia, història i mecànica (Vitruvi li atribueix alguns invents). Sembla que també tenia coneixements de perspectiva, però els dos llibres de tàctica que li són atribuïts per Fabricus (Τακτικὸν καὶ Ὁπλομαχικόν) corresponen, en realitat, a Damòcrit.